# 粉苹婆
粉苹婆（学名：Sterculia euosma）为梧桐科苹婆属的植物，为中国的特有植物。分布在中国大陆的云南、广西等地，生长于海拔2,000米的地区，多生长于石山山坡疏林中或密林中，目前尚未由人工引种栽培。